# Agrilus albocomus
Agrilus albocomus é uma espécie de inseto do género Agrilus, família Buprestidae, ordem Coleoptera. Foi descrita por Fisher, 1928.
Mede 7 mm. Encontra-se em Arizona e Texas, Estados Unidos. As larvas encontram-se em carvalhos  (Quercus emoryi, Quercus grisea).